# جورج لوت
جورج لوت (بالإنجليزية: George Lott)‏ مواليد 16 أكتوبر 1906 في سبرينغفيلد، إلينوي، الولايات المتحدة - الوفاة 03 ديسمبر 1991 في شيكاغو، كان لاعب كرة مضرب أمريكي بدأ مسيرته كمحترف سنة 1934 وكان يلعب باليد اليمنى، اعتزل اللعب في 1946. كما أنه أحد أبطال الجراند سلام. أعلى تصنيف له في الفردي كان المركز الـ 4 في سنة 1931.

## بطولات حققها
- بطولة ويمبلدون

## النهائيات

### الفردي (الوصافة 1)
| الحصيلة | السنة | البطولة                     | الأرضية | المنافس      | النتيجة            |
| ------- | ----- | --------------------------- | ------- | ------------ | ------------------ |
| الوصافة | 1931  | بطولة أمريكا المفتوحة للتنس | عشبية   | إلسورث فاينز | 9–7, 3–6, 7–9, 5–7 |

## روابط خارجية
- جورج لوت على موقع رابطة محترفي التنس (الإنجليزية)
- جورج لوت على موقع الاتحاد الدولي لكرة المضرب (الإنجليزية)
- جورج لوت على موقع كأس ديفيز (الإنجليزية)
- جورج لوت على موقع قاعة مشاهير كرة المضرب الدولية (الإنجليزية)
- جورج لوت على موقع خلاصة التنس.كوم (الإنجليزية)